# 中欧国际工商学院

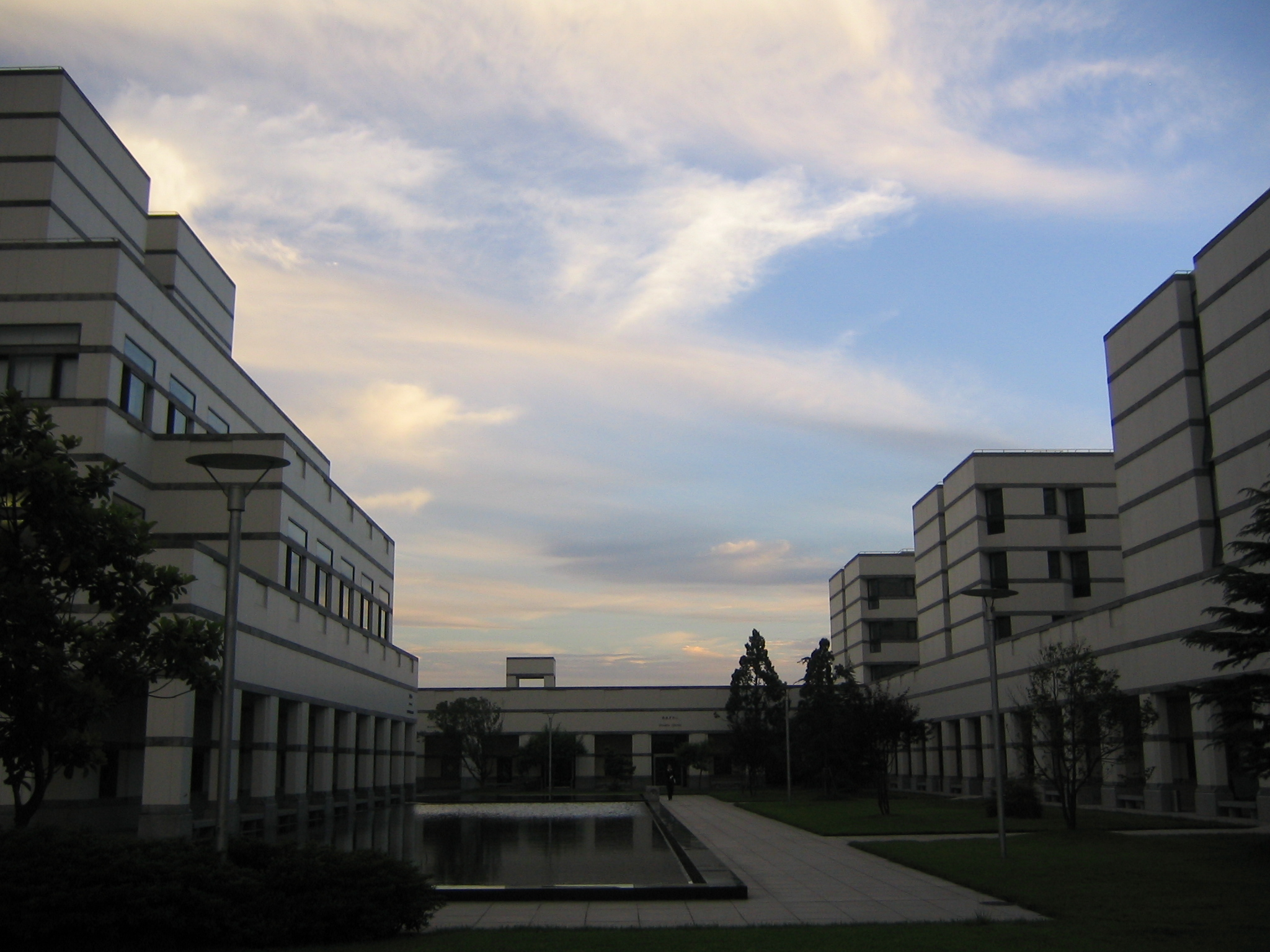
中欧校园一景

中欧国际工商学院是中華人民共和國政府和欧盟委员会合辦的一所工商學院，总部位於中国上海浦東新區。中欧国际工商学院2019年在英國金融時報上的MBA排名為全球第五，亞洲第一。法國巴黎的Eduniversal 評價為最高5 PALMES OF EXCELLENCE，為中國（不含港澳）排名第一。

## 历史
1984年9月，中国－欧洲共同体管理项目成立，后更名中国－欧洲共同体管理中心。
1994年11月，中华人民共和国政府（曾由上海交通大学代表）与欧洲管理發展基金会合作建立中欧国际工商学院。中欧国际工商学院最早在中国大陆开设全英文全日制工商管理硕士课程（MBA）、高层管理人员工商管理硕士课程（EMBA）等培训课程。
2009年底，中华人民共和国教育部批复中欧国际工商学院为在中国境内的非独立法人，结束日期为2014年12月31日，隸屬於上海交通大學。
2012年3月9日，中欧首届“后EMBA课程”隆重开课。
2018年5月11日，首届卓越服务EMBA课程（HEMBA）开班
2018年10月15日，《金融时报》EMBA全球排名中位居第5位，EMBA独立办学全球排名第一。
2019年1月，MBA课程跃居英国《金融时报》排名全球第5位，成为亚洲唯一一所MBA和EMBA同时进入英国《金融时报》全球排行榜前5强的商学院。

## 校园
全球校園分布共有亞洲、歐洲及非洲等5大校區。

### 亞洲
上海本部
校园本部位于上海浦东新区，由著名设计大师贝聿铭参与创办的贝·柯·弗建筑设计事务所设计。占地总面积约117亩，建筑面积近84,000平方米。其中扩建项目于2013年竣工，并荣获“绿色能源与环境设计先锋奖”（Leadership in Energy & Environmental Design，LEED）金奖认证。校园包括4幢教学中心、信息中心、演讲厅、会议中心、餐厅、7幢学生公寓、教授楼、体育馆、学生活动中心等，拥有世界一流的教学与生活设施。4幢教学中心共设有15个阶梯教室，8个平面教室，62个讨论室，以及学院行政人员办公室。教学中心配备有世界先进的教学设备，为学员提供世界级的学习条件。
校园建有世界一流的会议中心。“上海石化演讲厅”和“中欧会堂分别设有310和720个座位，并配有无线同声翻译系统，可供举行大型国际会议。
上海校区拥有四幢教学楼，其中第四教学楼配有最先进的教学与同传设备，通过光纤专线，可与北京、深圳等其他城市教学点进行实时音视频互动与交流。
目前中欧上海校区开设MBA，金融MBA，GEMBA，EMBA、卓越服务EMBA、高层经理培训及博士课程。
北京
位于中关村，占地约50亩，项目一期于2010年竣工。
校区拥有可容纳296人的吕志和演讲厅以及三间阶梯教室和四间平面教室，图书馆、餐厅等设施一应俱全。
北京校区每年招收四个EMBA班，并开设高层经理培训课程，同时不定期举办“合聚课堂”、“高朋满座”等活动。
深圳
位于宝安区。每年招收两个EMBA班，开设一系列高层经理培训课程，并不定期举办“博约讲堂”等活动。

### 歐洲
瑞士
位於豪爾根，距离苏黎世市区18公里。开设GEMBA和高层经理培训课程 ，并定期承办海外游学课程，它是学院用来推动中国与欧洲企业间双向交流的基地。

### 非洲
迦納
位於阿克拉，开设高层经理培训课程，同时也为GEMBA课程输送生源。

## 校友
- 胡海青
- 刘乐飞